# Mount Cook (Wellington)
La ville de Mount Cook est une banlieue de la capitale Wellington, située dans la région de Wellington, dans le sud de l’Île du Nord de la Nouvelle-Zélande.

## Situation
Elle siège à la limite sud du centre de la cité, le long de Te Aro et au nord de la banlieue de Newtown.

## Population
À l’époque du recensement de 2013, elle avait une population de 5 112 habitants, en augmentation de 261 résidents par rapport au recensement de 2006.

## Géographie
La banlieue contient une petite colline appelée « Mont Cook », le point d’origine de la marque du premier repérage topographique qui a permis l'arpentage à travers le secteur de Wellington.

## Toponymie
La colline et donc la banlieue tirent leur nom du Capitaine James Cook.

## Installations
Les institutions de Mount Cook comprennent le Colonial Cottage Museum (en), le campus de Wellington de l’Université Massey et le Mémorial national de la guerre.
La banlieue est située dans le secteur électoral parlementaire de Wellington Central (en).

## Éducation
- Wellington High School and Community Education Centre (en) est une école publique, mixte, secondaire allant de l’année 9 à 15. En novembre 2021, elle a un taux de décile de 9 et un effectif de 1 356 élèves[2]. Ce dernier était de 998 élèves en 2008[3].
- L’école de "Mount Cook School" est une école publique mixte assurant tout le primaire, allant de l’année 1 à 8. En novembre 2021, elle a un taux de décile de 6 et un effectif de 253 élèves[2]. Ils étaient respectivement de 2 et 134 élèves en 2006[4].
- Le campus de Wellington de l’Université Massey.